# Provincia Tunceli
Provincia Tunceli este o provincie a Turciei cu o suprafață de  km², localizată în Turcia.